# Madame Max Adolphe
Madame Max Adolphe - nascida Rosalie Bosquet, também conhecida como Max Rosalie Auguste - (Mirebalais, Haiti, 10 de setembro de 1925) foi o braço direito do ex-presidente haitiano François Duvalier, apelidado de "Papa Doc ". Em 1961, ela e Aviole Paul-Blanc foram eleitas para o Parlamento, tornando-se as primeiras deputadas do Haiti.

## Biografia
Adolphe, então conhecida como Rosalie Bosquet, atraiu a atenção de Duvalier durante um atentado contra sua vida. Enquanto ocupava uma função de oficial de baixo escalão no Tonton Macoute, sua coragem impressionou tanto o presidente que ele a promoveu ao cargo de diretora do Forte Dimanche. Na prisão, Adolphe continuou seu forte apoio ao governo e era conhecida por seus violentos interrogatórios de presos políticos. Ela não era vista como uma ameaça política ao presidente por causa de seu sexo.  Depois de se casar com o ministro da Saúde, Max Adolphe, adotou o nome completo do marido.
Os assassinatos diários, tortura e espancamentos eram típicos na prisão durante sua gestão. Ela desenvolveu uma "reputação macabra para si mesma ao elaborar torturas sexuais inventivas" em Fort Dimanche. Mais tarde, foi promovida a Chefe Suprema dos Fillettes Laleau, o ramo feminino dos Tonton Macoutes. Também recebia um cheque de aluguel mensal das Forças Especiais dos Estados Unidos pelo uso do recinto. Foi relatado que ela supervisionava a tortura de crianças e idosos e guardava fitas de vídeo dos horrores. Ela gostava de se armar com uma submetralhadora Uzi.

## Desaparecimento
Quando Papa Doc morreu em 1971, e seu filho, Jean-Claude Duvalier o sucedeu, ele removeu Adolphe de seu cargo de chefe do Forte Dimanche. Em maio de 1972, ela foi nomeada prefeita de Port-au-Prince, o que chamou sua atenção para o tratamento de esgoto da cidade. Antes do fim da dinastia Duvalier em 1986, quando os Duvaliers fugiram da capital, ela disse "parece que Jean-Claude deixará o país em breve. Todos os membros da milícia estarão em perigo. Muito sangue será derramado". Os haitianos vingativos mataram dezenas, se não centenas, dos antigos milicianos que costumavam se reportar a Madame Max. Em 10 de fevereiro de 1986, um soldado que protegia sua casa vazia de saqueadores relatou que ela estava sendo mantida prisioneira em um quartel do exército próximo ao palácio nacional. Em fevereiro de 1986 ela deixou o país, mas seu paradeiro atual é desconhecido.
Sua filha, Magalie Racine (nascida Adolphe), mora no Haiti e se casou com o ex-secretário de Estado e presidente do Partido Haitiano Tèt Kale, Georges Racine. Ela foi Ministra da Juventude e Esportes em 2013-2014 sob o primeiro-ministro Laurent Lamothe e do presidente Michel Martelly, conhecido por suas simpatias neo-duvalieristas.